# اورلاد
اورلاد (به دانمارکی: Overlade) یک شهرک در دانمارک است که در شهرداری وستیمرلند واقع شده‌است. اورلاد ۴۵۷ نفر جمعیت دارد.